# Quad HDTV

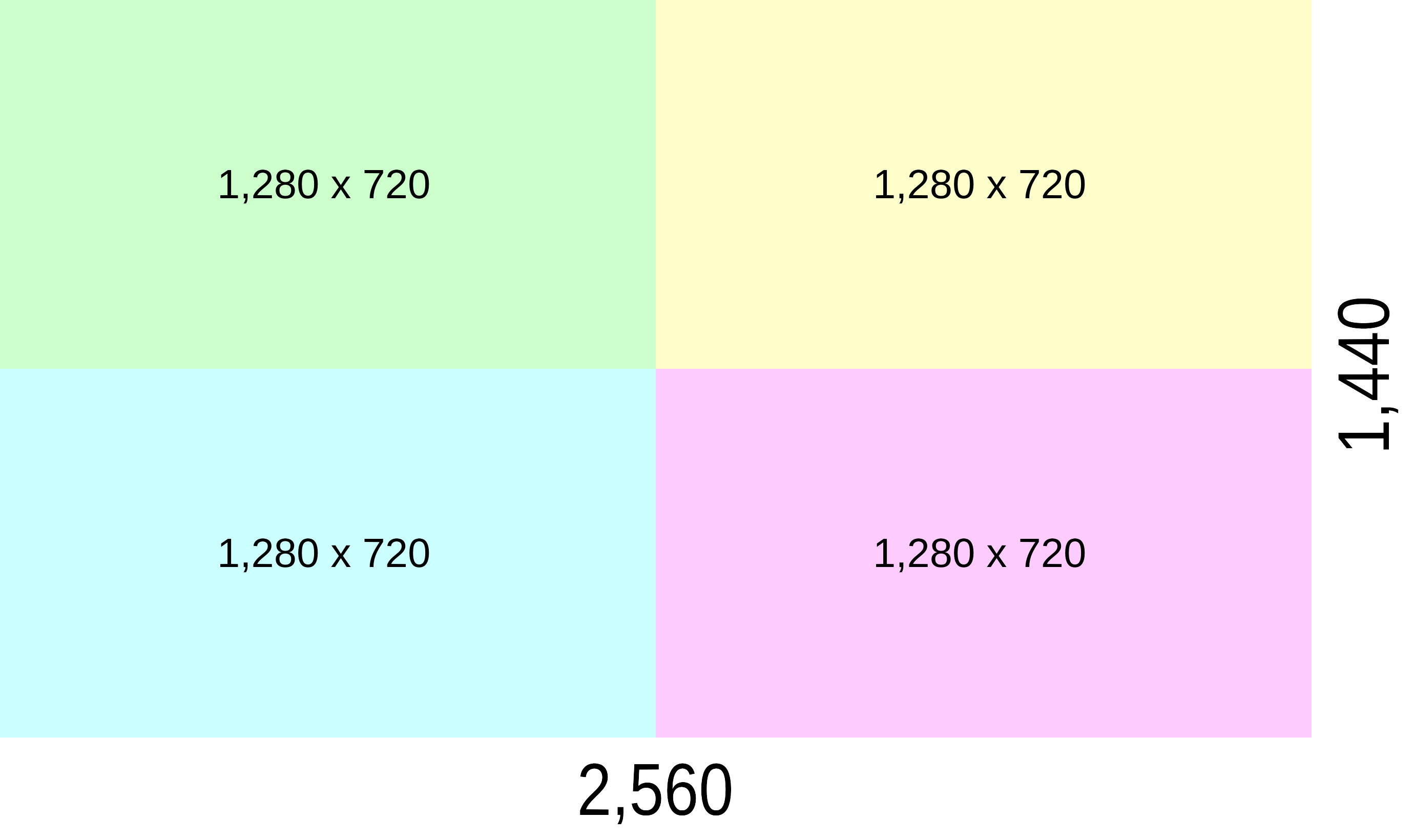
Résolution 2560 × 1440 correspondant à quatre fois la résolution 1280 × 720

QHD (Quad HD) ou 1440p (parfois appelé WQHD) est le nom donné à la définition d'écran 2560 × 1440.
Cette définition d'écran correspond à quatre fois le 720p (1280 × 720). Ainsi, la conversion du 720p vers le QHD se fait simplement en divisant chacun des pixels en quatre. Pour la conversion en sens inverse, il suffit de transformer chaque groupe de quatre pixels en un pixel unique, en réalisant la moyenne de la luminance et de la chrominance.

## Support
Les vidéos 1440p masterisées à partir d’un contenu au format 4:3 peuvent être affichées avec une résolution 1920×1440 ou supérieure, telle que QXGA ou 2304×1440 avec mise à l’échelle, windowboxing ou pillarboxing. Le format d’image 16:9 1440p nécessite une résolution de 2560×1440 (WQHD), possible avec WQXGA, 2560×1920 ou une résolution supérieure avec letterboxing, scaling ou windowboxing. La spécification HDMI 1.3 prend en charge WQXGA, et donc l’écran large 1440p.

## Utilisation
Les premiers écrans d’ordinateur 1440p sont devenus couramment disponibles en 2010. Le moniteur Dell UltraSharp U2711 a été lancé en 2010 en tant que WQHD, avec un écran large 1440p.  L’Apple LED Cinema Display de 27 pouces sorti en 2010 avait également une résolution native de 2560 × 1440, tout comme l’Apple Thunderbolt Display qui a été vendu de juillet 2011 à juin 2016. Le MacBook avec écran Retina (2012) est également l’un des premiers ordinateurs portables à utiliser un écran large 1440p. 
En 2020, le 1440p était devenu une résolution commune pour les jeux vidéo, avec plusieurs cartes vidéo disponibles prenant en charge des fréquences d’images élevées à cette résolution.  Au début de l’année 2021, des ordinateurs portables de jeu QHD avec des taux de rafraîchissement rapides ont été introduits par plusieurs fabricants d’ordinateurs. 
Selon l’enquête de juillet 2024 de Steam sur le matériel et les logiciels, la résolution 2560 x 1440 a augmenté en utilisation globale sur Steam de ~0,7 % par rapport à mai 2024, pour atteindre ~20 % de sa base d’utilisateurs totale. 
En ce qui concerne les smartphones, les écrans 1440p sont parfois commercialisés sous le nom de « Quad HD », car la résolution est quatre fois supérieure à celle de la haute définition 720p. Le Vivo Xplay 3S, sorti en décembre 2013, a été le premier smartphone à utiliser un écran 1440p ; En 2015, le 1440P avait été largement adopté par les smartphones phares haut de gamme des grandes entreprises.  Un exemple de smartphone avec un écran 1440p est le Google Pixel XL de 1ère génération. 
En septembre 2020, Microsoft a révélé que la Xbox Series S prendrait en charge une résolution de 1440p à 120 FPS. 
En juillet 2022, Sony a ajouté la prise en charge du 1440p pour la PlayStation 5. 
En avril 2025, Nintendo a révélé que la Nintendo Switch 2 prendrait en charge une résolution de 1440p à 120 FPS via HDMI lors de la lecture en mode TV. 

## Application de «2K» à 2560 × 1440
L’étiquette « 2K » est parfois utilisée pour désigner 2560 × 1440 (communément appelée 1440p). Cela n’est pas cohérent avec le fait que « 4K » désigne environ 4 000 pixels horizontaux, ce qui fait que 1920 ou 2048 pixels de large sont les plus proches de « 2K », une étiquette antérieure à l’utilisation de 2560 × 1440. Certaines sources et fabricants préfèrent « 2.5K » comme terme pour 2560 × 1440 pour éviter cette confusion, et il existe un « 2.7K » similaire (2720 × 1530) utilisé par certains drones, ainsi qu’un « 2.8K » (2880 × 1620).